# Enrico Noris
Enrico Noris (Verona, 29 de agosto de 1631 - Roma, 23 de fevereiro de 1704) foi um cardeal italiano do século XVIII.

## Biografia
Nasceu em Verona em 29 de agosto de 1631. De ascendência irlandesa. Seu primeiro nome também está listado como Errico; e seu sobrenome como Nori; e como Norris. Seu nome de batismo era Girolamo.
Inicialmente, estudou na escola jesuíta de Rimini (retórica e lógica), 1646. Ingressou na Ordem dos Eremitas de Santo Agostinho, 1647; noviciado de Rimini; tomou o nome de Enrico; após a provação, de 1650 a 1654, estudou filosofia e teologia no estudo geral agostiniano, em Roma.
Ordenado (sem mais informações encontradas). Professor de filosofia e teologia em Pesaro, 1658-1662; Perúgia, 1662-1663; Florença, 1664-1666; Pádua, 1666-1671; e Roma, 1671-1672. Mestre em Teologia, 1663. Algumas das obras que publicou em 1673, em história e teologia, produziram muita controvérsia, embora tivessem sido aprovadas por uma comissão especial em Roma. Ele até foi a Roma para explicar sua ortodoxia ante essa comissão. O Papa Clemente X o nomeou um dos qualificadores do Santo Ofício, reconhecendo seu conhecimento e doutrina ortodoxa. Apesar disso, mais acusações foram apresentadas acusando-o de jansenismo e bajanismo. O grão-duque Cosimo III da Toscana, chamou-o para Florença e nomeou-o seu teólogo pessoal e professor de história da igreja, Universidade de Pisa, 1674-1692. Promoção recusada à Sé de Pistoia, bem como outras promoções oferecidas pelos Papas Clemente X e Inocêncio XI. Primeiro Custódio da Biblioteca do Vaticano, 16 de maio de 1692.
Criado cardeal-presbítero no consistório de 12 de dezembro de 1695; recebeu o gorro vermelho e o título de S. Agostino, em 2 de janeiro de 1696. Bibliotecário da Santa Igreja Romana, em 6 de março de 1700 até sua morte. Participou do conclave de 1700, que elegeu o Papa Clemente XI. Suas obras completas foram publicadas em um fólio de cinco volumes pelos Irmãos Ballerini, Verona, 1729-1741.
Morreu em Roma em 23 de fevereiro de 1704, às 15h. Exposto no seu título, S. Agostino, local onde decorreu o funeral, e enterrado lá. Os frades agostinianos ergueram naquela igreja um belo monumento em homenagem à sua memória.